# Ґазлі
Ґазлі́ (узб. Gazli — «Газове») — місто в Узбекистані, в Ромітанському районі Бухарської області. Засноване в 1958 році у зв'язку із розробкою місцевого газового родовища. Статус міста цей населений пункт отримав в 1977 році. В 2009 році населення становило 12 268 осіб.
Ґазлі розташоване в пустелі Кизилкум, за 106 км на північний захід від Бухари. 

## Економіка
Поблизу нього знаходиться велике родовище природного газу, запаси якого оцінені у близько 500 мільярдів м³, а вміст метану становить 96 %. Від родовища беруть початок газопроводи, які постачають газ до Челябінська, європейської частини Росії, Ташкента тощо. 

## Газлійський землетрус
Див. Газлійський землетрус
У березні і травні 1976 року в Ґазлі відбулися землетруси силою 7-7,3 бали за шкалою Ріхтера. Жертв удалося уникнути завдяки своєчасному попередженню мешканців, які під час поштовхів жили в наметовому містечку. Проте 20 березня 1984 року новий землетрус силою 7,2 бали завдав значних руйнувань місту. Висувались припущення щодо техногенних причин настільки сильних і частих землетрусів, які міг спричинити неконтрольований видобуток газу в родовищі.

## Соціальна сфера
В Ґазлі працюють об'єднання «Бухаранафтогаз», середня школа, кінотеатр. Серед його мешканців багато технічної інтелігенції. Через місто пролягає автошлях Бухара-Ургенч.